# Мария де Луна
Мари́я де Лу́на (исп. María de Luna), или Мари́я Великая (исп. María La Grande; 1356 или 1358, Сегорбе, Королевство Арагон — 28 декабря 1406, Вильярреаль, Королевство Арагон) — арагонская аристократка из дома Луна, дочь графа Лопе де Луна. В своём праве графиня Луна и сеньора Сегорбе.
Жена короля Мартина I; в замужестве — королева Арагона, Валенсии, Мальорки, Сардинии и Корсики, графиня Барселоны и Ампурьяса.

## Биография

### Семья и ранние годы
Точная дата рождения Марии де Луна неизвестна; в источниках указаны 1356 и 1358 годы. Местом рождения называют город Сегорбе. Она была первым и единственным ребёнком в семье графа Лопе де Луна, сеньора де Сегорбе и Брианды д’Агу, дамы де Со. Отец Марии принадлежал к знатному роду, представители которого занимали важные государственные и церковные посты в Арагоне. Он был первым и в то время единственным представителем арагонской знати, получившим графский титул. Мать Марии происходила из Прованса и являлась родственницей римского папы Климента V.
Вскоре после своего рождения Мария была официально признана единственной наследницей владений графской ветви дома Луна. Несмотря на то, что у неё были младшая сестра, родившаяся после смерти отца, и старший незаконнорождённый единокровный брат, статус Марии как наследницы никогда не ставился под сомнение и не оспаривался.
Ещё в отрочестве она была обручена с ровесником, инфантом Мартином, графом Бесалу, вторым сыном короля Педро IV, после чего была доверена заботам королевы-матери Элеоноры Сицилийской, при дворе которой получила блестящее образование.

### Брак и потомство
13 июня 1372 года в соборе Святой Евлалии в Барселоне состоялось венчание Марии де Луна и Мартина, графа Бесалу и герцога Монблан.
В семье Мартина I и Марии де Луны родились четверо детей.
- Мартин Младший (1374—1409), король Сицилии.
- Хайме Арагонский (род. 1378), умер в младенчестве.
- Хуан Арагонский (род. 1380), умер в младенчестве.
- Маргарита Арагонская (род. 1385), умерла в младенчестве.

### Королева
В 1391 году был заключён династический брак между их старшим сыном Мартином Младшим и Марией Сицилийской, наследницей трона королевства Сицилии. Дворяне на Сицилии отказались признавать новых короля и королеву, опасаясь усиления влияния королевства Арагона. Право сына и невестки на трон во главе войска отправился отстаивать отец и тесть. В 1396 году, после смерти Хуана I, Мария де Луна, до возвращения супруга из Сицилии, исполняла обязанности регента, вместе со вдовствующей королевой Иоландой де Бар. С помощью Педро II, графа де Урхель, ей удалось предотвратить вторжение графа Матье де Фуа, который от имени своей жены Хуаны Арагонской, старшей дочери Хуана I, заявил претензии на трон королевства Арагона. После возвращения её мужа все владения рода де Фуа — графство Фуа, виконтство Беарн и виконтство Кастельбон — были конфискованы. 13 апреля 1397 года в соборе Святейшего Спасителя в Сарагосе Мария де Луна была коронована вместе с супругом Мартином I, который стал королём Арагона, Валенсии, Майорки, Сардини и Корсики и графом Барселоны. В 1401 году супруг даровал ей графство д’Эскала.
Мария де Луна, будучи королевой, оказывала влияние на общество и политику королевства. Она поддерживала бедных, совершенствовала налоговую политику государства, позволила беженцам иудеям и мусульманам поселиться в королевстве, способствовала прекращению феодальных междоусобиц. В 1403 году, вместе с супругом, оказала поддержку родственнику Педро Мартинесу де Луна, ставшему антипапой Бенедиктом XIII, который поселился во дворце рода де Луна в Пенисколе.
Мария де Луна скончалась от инсульта 20 декабря 1406 года в Вильярреале на пути из Сегорбе в Валенсию, где её ждал супруг.